# میگل آنخل مونیوس
میگل آنخل مونیوز (اسپانیایی: Miguel Ángel Muñoz‎؛ زادهٔ ۴ ژوئیهٔ ۱۹۸۳) خواننده و بازیگر اهل اسپانیا است. وی در سال ۲۰۰۸ برندهٔ «جایزه اروپایی مرزشکنان» شد.
از فیلم‌ها یا مجموعه‌های تلویزیونی که وی در آن‌ها نقش داشته است، می‌توان به از سپیده‌دم هوسش را کرده است، پس از کلاس، بن هور و زندگی جنون‌آمیز اشاره نمود.